# Zona Franca Colonia
Zona Franca Colonia es una zona franca ubicada en la ciudad de Colonia del Sacramento, en el departamento de Colonia, Uruguay. Está establecida sobre el Río de la Plata y a 600 m del Puerto de Colonia. Fue creada en 1923 por el Estado uruguayo. En 1994 su explotación fue privatizada.
En un predio que ocupa 22 ha, se levantan 13 ha construidos destinados a depósitos, donde se puede encontrar la más variada gama de servicios. Su infraestructura está diseñada para satisfacer los requerimientos de los variados tipos de comercialización e industria, obteniendo sensibles reducciones en los costos de funcionamiento, y, por lo tanto, de tarifas.
El actual concesionario, Grupo Continental Zona Franca S.A., ha reubicado y definido los servicios y productos.